# Salpingotus
Salpingotus là một chi động vật có vú trong họ Dipodidae, bộ Gặm nhấm. Chi này được Vinogradov miêu tả năm 1922. Loài điển hình của chi này là Salpingotus kozlovi Vinogradov, 1922.

## Hình ảnh

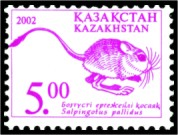
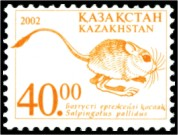
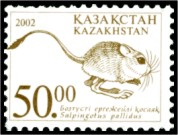

## Các loài
Chi này gồm các loài: